# Otocinclus huaorani
Otocinclus huaorani är en fiskart som beskrevs av Schaefer, 1997. Otocinclus huaorani ingår i släktet Otocinclus och familjen Loricariidae. Inga underarter finns listade i Catalogue of Life.